# Зелёные человечки (уфология)

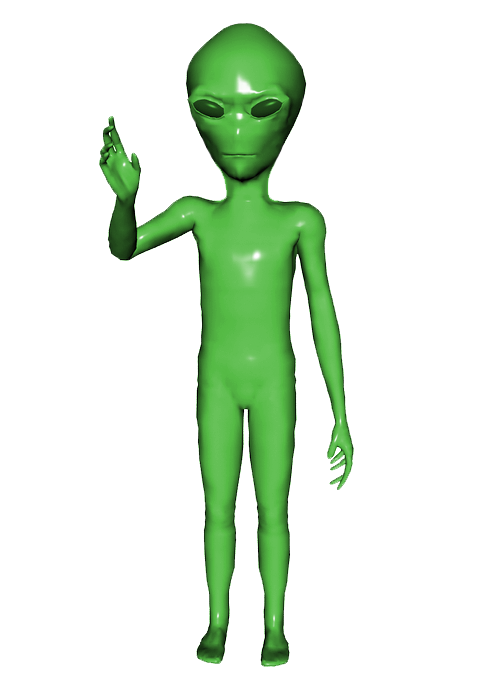
Один из наиболее распространённых вариантов «зелёного человечка»

Зелёные человечки (англ. little green men) — стереотипный образ инопланетян, маленькие человекоподобные существа (гуманоиды) с зелёной кожей и нередко — с антеннами или рожками на головах. Этот стереотип был популярен в середине XX века; его почти сменил образ серых инопланетян — «греев».
Стереотип об «инопланетных зелёных человечках» приобрёл известность в 1950-х годах, одновременно с первыми сообщениями о «летающих тарелках».

## История стереотипа
В 1809 году Вашингтон Ирвинг написал под псевдонимом «Дидрих Никербокер» сатирическое произведение «История Нью-Йорка», в котором, помимо прочего, были описаны зелёные, как горох, обитатели Луны — «лунатики».
Зеленокожие инопланетяне описаны и в ряде художественных произведений начала XX века. К примеру, в барсумском цикле Эдгара Берроуза фигурируют зелёные марсиане — впрочем, «человечками» их назвать трудно, поскольку их рост превышает три метра.
В pulp-журналах первой половины прошлого века (к примеру, в рассказах о Баке Роджерсе и Флэше Гордоне) часто описываются космические приключения, где врагами героев выступают инопланетные чудовища зелёного цвета. Встречаются в них и зелёные гуманоиды.
После случая в Каскадных горах и инцидента в Розуэлле (1947) возрос интерес общественности к НЛО и уфологии, возникло стереотипное представление о «летающих тарелках».
В 1951-м году была опубликована повесть «Случай с зелёными человечками» Мака Рейндольдса, в которой космические пришельцы изображены в виде маленьких зелёных гуманоидов, использующих летающие тарелки. На иллюстрациях к первому изданию инопланетяне изображены с антеннами на головах.
Интерес к уфологии в 50-х годах привёл к появлению в американской прессе огромного количества статей о наблюдениях НЛО, о крушениях летающих тарелок, о встречах с инопланетянами, большинство из которых было откровенными мистификациям и «утками», вдохновлёнными фантастическими книгами и комиксами. Писалось и немало пародий на уфологические исследования. Так образ «зелёных человечков» окончательно перекочевал из художественной литературы в прессу, одновременно став ироничным.

## В наши дни
В современной фантастике образ зелёных человечков почти не используется, за исключением разве что юмористических произведений. Некоторую популярность образ имеет в детской индустрии: зелёных человечков можно нередко увидеть в мультфильмах, производятся и игрушки, изображающие их.
В уфологии этот образ также почти изжит, сменившись более современными представлениями. Наиболее популярный современный стереотип инопланетянина — грей.
Нередко словосочетание «зелёные человечки» используется саркастически: например, для обозначения закамуфлированных солдат (см. вежливые люди) или галлюцинаций у больного алкогольным делирием.